# Hjulvinkel
Hjulvinklar på fordon har stor inverkan på fordonets beteende och prestanda. Vinklarna påverkar däckens kontaktyta mot underlaget och därmed fordonets väghållning. De flesta hjulvinklar är dynamiska, vilket innebär att de ändras i olika situationer till följd av geometrin i hjulupphängningen. Inom racing är hjulvinklar en viktig parameter som används för att ställa in bilen för optimala prestanda. Bland de vanligast förekommande hjulvinklarna är cambervinkel, toe-in och caster.